# Vintage

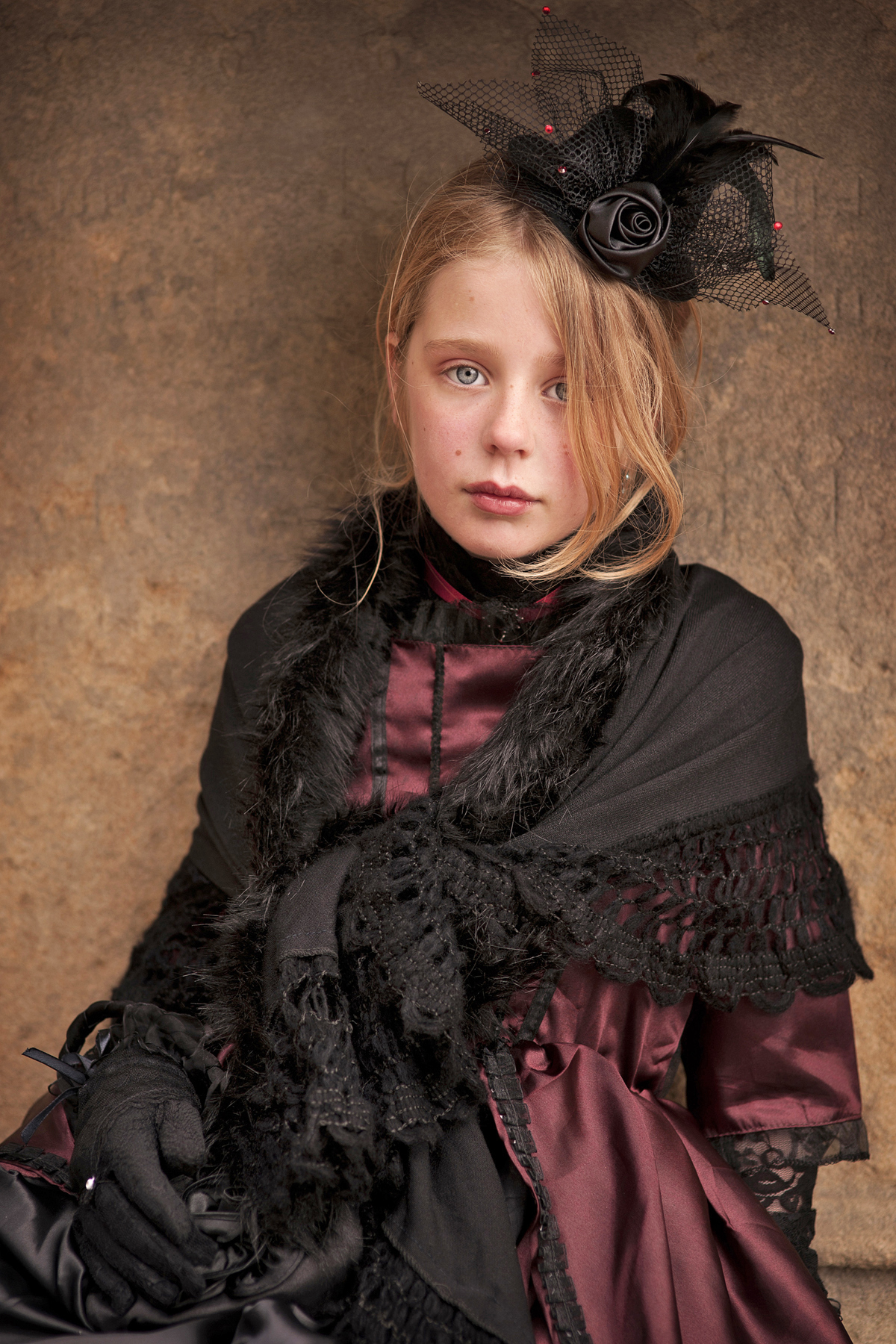

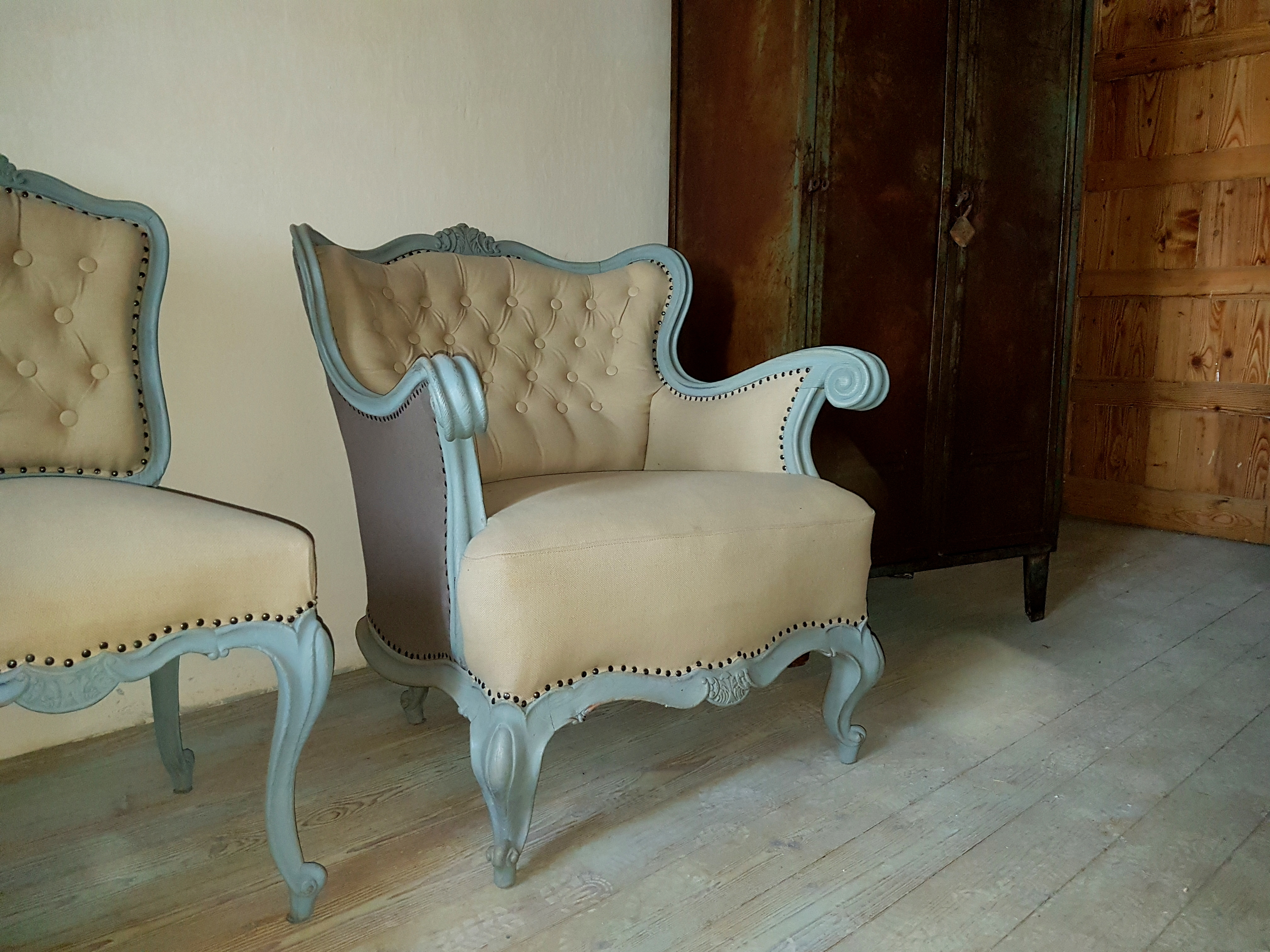
Vintage fotel

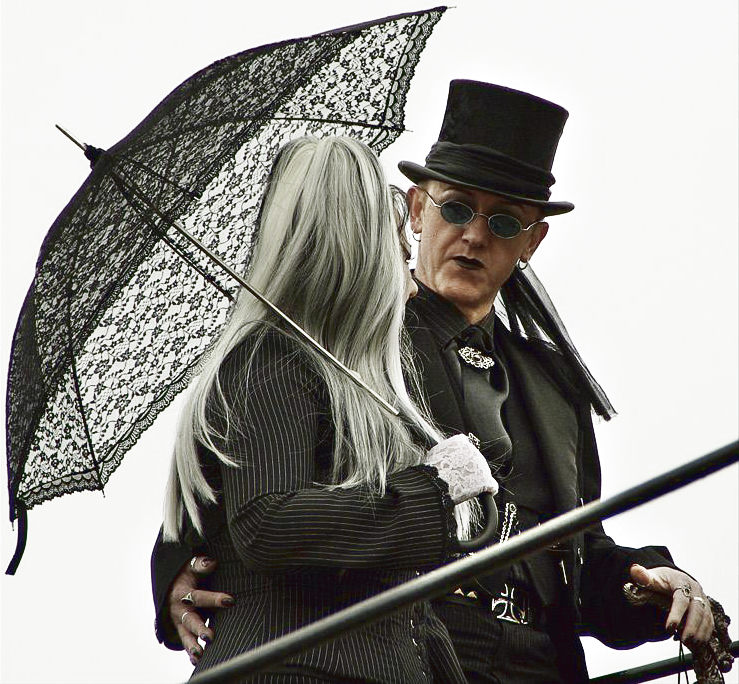
Párocska

A vintage kifejezés egy modernkori stílusirányzatot jelöl, mely megfigyelhető az öltözködésben és a lakberendezésben egyaránt.

## A vintage szó jelentése
A vintage (e. vintázs/vintidzs) szó eredetileg elsősorban a borászatban és a fotográfia területén használatos szakkifejezés volt.
A fotótörténelemben vintázs kópiának („vintage copy”/”vintage print”) nevezték az első kópiát. Szigorúan véve ez a meghatározás az eredeti negatívról készült másolat, amely a felvétellel nagyjából egy időben készült és a művész ellenjegyezte szignóval vagy pecséttel.
A vintage szó a borászatban általában a magyar évjárat vagy a francia millésime angol megfelelője. Speciális termék a Vintage Port (évjáratos portói), ami egy-egy kiemelkedő évjáratú portói bor. Ennek palackján a többi portóitól eltérően a termelés évét is feltüntetik. Ezeket a borokat legalább 2-3 évig kell fahordóban érlelni, amit legalább 10 éves palackos érlelés követ. Ezután a bor több évtizedig is a palackban maradhat, miközben több szakaszban fejlődik_ színe, illata és ízjegyei is megváltoznak. A teljes érettséghez akár akár 50 év is kellhet.

## Vintage stílus az öltözködésben
Az 1905 és 1950 közötti öltözködési stílusok mindegyikét vintage-nek nevezhetjük.
Nem keverendő össze a retró stílussal, a körülbelül az 1950–1990-es évek öltözékeivel.
A vintage régibb és sokkal nemesebb, ritkább, épp ezért értékesebb ruhadarabok gyűjtőneve.
Főbb színei a púder- és cukorkaszínek, valamint a fekete és a fehér.
Kedvelt anyagai a csipke, selyem, bársony, damaszt, szatén és a tüll. A második világháború után megjelennek a műanyagok, vagyis a szintetikus szálak: először a nejlonharisnya jött divatba, majd az 1960-as évektől a műanyagokat az öltözékekben is használták.
A textilek mintái eltérőek lehetnek, mivel az évek során rengeteg művészeti irányzat váltotta egymást.

## Vintage enteriőr kialakítása
Mivel ez az irányzat konkrét életstílussá alakult át, így magában foglalja az élettér kialakítását is.
A stílus jellemzői a régi, akár funkciójukat vesztett bútorok és használati tárgyak újrafelhasználása. Mivel a rendeltetésszerű használat nem cél, elvárt a kreatív megoldások alkalmazása.
Anyaghasználata változatos. A romantikus vintage a természetes anyagokat részesíti előnyben, míg modernebb változata már kombinálja a régit a kortárs elemekkel.
Az újonnan készült berendezési tárgyak régiesítése egy különleges ága a vintage lakberendezésnek. Általában mechanikusan (koptatással, csiszolással) változtatják meg a bútorok textúráját, hogy régiesítsék őket.

## Vintage stílus a lakberendezésben
A vintage stílus nem csupán a ruházatban nyilvánulhat meg, de a lakberendezésben is. A régi, vintage bútorok keveredhetnek az új, modern elképzelésekkel, hogy otthonos összképet alkossanak. A bútorok általában fehérek vagy szürkék, kidolgozottak. Az úgynevezett vintage kiegészítők jellemzően valamilyen értéket képviselnek az otthon lakói számára.